# يوشستوك
يوشستوك (بالإنجليزية: Jochstock)‏ هو أحد جبال سلسلة جبال الألب أوري وجزء من القمة الأم تيتليس يقع في كانتون برن وكانتون نيدفالدن وكانتون أوبفالدن، سويسرا. يبلغ ارتفاع الجبل حوالي 2564 متر، بينما يبلغ ارتفاع نتوء الجبل 19 متر.